# Tobias Johansson (fotbollsspelare född januari 1982)
Tobias Johansson, född 27 januari 1982, är en svensk fotbollsspelare (mittfältare).